# 巴赫马奇纪念奖章
巴赫马奇纪念奖章（捷克語：Bachmačská pamětní medaile）是捷克斯洛伐克共和国政府于1948年设立的纪念奖章，以纪念1918年第一次世界大战中的巴赫马奇战役。

## 历史
“巴赫马奇纪念奖章”由1948年3月5日通过政府决议设立，1948年3月13日在国防部公报上发表。该奖章是为了纪念巴赫马奇战役30周年而设立的。主要颁发给参与该战役的捷克斯洛伐克士兵及盟军。

## 样式
奖章直径33毫米，由青铜制成。正面是一个步枪战士，左边缘刻有巴赫马奇“Bachmač”字样。背面上部刻有“Pamětní medaile”字样，中间刻有“1918”和“1948”两行年份。下方刻有椴树枝叶与丝带形状。椴树象征着捷克斯洛伐克军队，他们和红军联军在一战中共同对抗敌人德意志帝国。